# نادي يخوت نيويورك
نادي يخوت نيويورك هو نادي اجتماعي خاص ونادي لليخوت يقع مقره في مدينة نيويورك ونيوبورت بولاية رود آيلاند.

## التأسيس
تأسس في عام 1844 من قبل تسعة رياضيين بارزين. ساهم الأعضاء في رياضة اليخوت وتصميم اليخوت. حتى عام 2001، ورد أن المنظمة لديها حوالي 3000 عضو.

## العضوية
تتم العضوية في النادي عن طريق الدعوة فقط.

## روابط خارجية
- الموقع الرسمي